# Tephrosia macrostachya
Tephrosia macrostachya är en ärtväxtart som först beskrevs av George Bentham, och fick sitt nu gällande namn av Karel Domin. Tephrosia macrostachya ingår i släktet Tephrosia och familjen ärtväxter. Inga underarter finns listade i Catalogue of Life.